# Antonio Frugoli
Antonio Frugoli (Lucca, 1º  febbraio 1922 – ...) è stato un calciatore italiano, di ruolo centrocampista.

## Carriera
Esordisce come professionista nella stagione 1939-1940, che conclude segnando una rete in 26 presenze in Serie C. A fine anno si accasa alla Lucchese, con cui nella stagione 1940-1941 gioca 12 partite nel campionato di Serie B. Gioca in seconda serie anche nella stagione 1941-1942, nella quale totalizza 9 presenze con la Pro Patria. Nell'estate del 1942 cambia squadra per la quarta volta in quattro stagioni accasandosi al Savoia, con cui nella stagione 1942-1943 gioca 22 partite nel campionato di Serie C. Torna poi alla Lucchese, con cui nella stagione 1943-1944 segna una rete in 6 presenze in Divisione Nazionale.
Dopo la fine della Seconda guerra mondiale si accasa alla Pistoiese, con cui gioca 25 partite nella Serie C 1945-1946; successivamente nella stagione 1946-1947 totalizza 21 presenze in Serie B con la squadra arancione, con cui disputa ulteriori 9 gare nella serie cadetta nella stagione 1947-1948.
Terminato il triennio a Pistoia, si trasferisce al Pescara: con gli abruzzesi rimane in totale due stagioni, la prima in Serie B (categoria in cui gioca 35 partite, senza reti) e la seconda in Serie C.
Nell'estate del 1950 viene tesserato dal Siena, con cui nella stagione 1950-1951 segna 6 reti in 28 presenze ed ottiene un secondo posto in classifica in Serie C.